# Памятник Евгению Леонову (Москва)
Памятник Евгению Леонову — установленная в 2001 году скульптура в честь легендарного актёра театра и кино Евгения Павловича Леонова в роли Евгения Ивановича Трошкина, который притворяется, что он Доцент. Скульптор Екатерина Чернышёва.

## История
Открытие памятника состоялось 28 июня 2001 года.
Памятник располагается на Аллее кинозвёзд, находящейся на Мосфильмовской улице. Скульптура представляет одну из знаменитых ролей Евгения Леонова в фильме «Джентльмены удачи» и воспроизводит сцену, в которой вошедший в роль вора по кличке «Доцент» заведующий детским садом собирается выколоть глаза криминальному авторитету. На руках памятника можно разглядеть разнообразные «наколки», но при этом голова героя выполнена лысой, хотя по сюжету известно о наложенном на голову парике. Возможно, это сделано для того, чтобы статуя не воспринималась как памятник отрицательному персонажу.
В ночь с 16 на 17 октября 2015 года памятник был украден — снят с места и вывезен в фургоне «Газель». Утром 17 октября памятник был обнаружен правоохранителями в пункте приёма цветных металлов распиленным на куски. По делу о краже памятника были задержаны 7 человек. 18 мая 2016 года Никулинский районный суд Москвы приговорил всех участников кражи к 2,5 годам лишения свободы.
10 сентября 2016 года на том же месте состоялось открытие нового памятника. Второй памятник представляет собой точную копию предыдущего, воспроизведённого с сохранившегося у скульптора гипсового оригинала. Новый памятник получил незначительные улучшения: лицо героя стало более добрым, подправлена улыбка.